# هر دو ما (فیلم ۱۹۹۵)
هر دو ما (به هندی: Hum Dono) فیلمی محصول سال ۱۹۹۵ و به کارگردانی شافی اینامدار است. در این فیلم بازیگرانی همچون ریشی کاپور، نانا پاتیکار، پوجا بات، موهنیش باهل و آلوک نات ایفای نقش کرده‌اند.